# Kage-rjú
A Kage-rjú (Árnyék-iskola) egy japán kardvívó (kendzsucu) iskola volt a XV. század vége és XVI. század közepe között. Alapítója Aizu Iko (1452–1538) szamuráj. Egyike a négy legfontosabb, korai kendzsucu iskolának.

## Története
Az iskolát 1490-körül alapította Aizu Hjuga no kami Iko, eredeti nevén Aizu Ikoszai Hiszatada. Két legjobb tanítványa fia, Aizu Kosicsiro, és Kamiizumi Hidecugu, a későbbi legendás kardforgató, Kamiizumi Isze no kami Nobucuna (Hidecuna) apja.
Az iskola jellegzetessége volt, hogy használója, úgymond "árnyék" módjára követte az ellenfél mozgását, annak testbeszédéből következtetve támadásaira, és a legkedvezőbb pillanatot használta ki a csapásra. A kage-rjú gyorsan elterjedt szerte Japánban, és a későbbi kendzsucu iskolák legnépesebb csoportjának, a sinkage (új árnyék) iskolák őse lett. Napjainkban az iskola nem létezik, kihalt.

## Hatása
A japán történelem során feledésbe merült, ám egyik korai tanulója, Kamiizumi Nobucuna nagyjából 23 éves korára elsajátította, majd sinkage-rjúként továbbfejlesztette. Az ő sinkage-rjúja lett korának legnépszerűbb iskolája, s belőle ágazott szét a legtöbb vívóstílus: szinte mind használta nevében a sinkage nevet, közvetve így éltetve tovább a kage-rjút.